# Komarivka, Krasnohvardiiske
Komarivka (în ucraineană Комарівка) este un sat în comuna Poltavka din raionul Krasnohvardiiske, Republica Autonomă Crimeea, Ucraina.

## Demografie
Componența lingvistică a localității Komarivka
     Rusă (78,51%)
     Tătară crimeeană (12,2%)
     Ucraineană (8,69%)
     Alte limbi (0,15%)
Conform recensământului din 2001, majoritatea populației localității Komarivka era vorbitoare de rusă (78,51%), existând în minoritate și vorbitori de tătară crimeeană (12,2%) și ucraineană (8,69%).